# Jem (cantante)
Jem, pseudonimo di Jemma Griffiths (Penarth, 18 maggio 1975), è una cantautrice britannica conosciuta per il suo stile di musica eclettico.
Il suo acclamato album di debutto Finally Woken è stato categorizzato dalla critica come "una grande fusione di generi", spaziando tra canzoni pop, ballate rock, brani trip-hop fino ad arrivare alla musica elettronica e al new wave. L'album è stato un successo planetario e ha ottenuto risultati significativi nel Regno Unito, in Europa, Nordamerica e Giappone, anche grazie ai singoli di successo They, Just a Ride e Wish I.
Al successo del primo disco è seguito il secondo album Down to Earth, pubblicato nel 2008 negli Stati Uniti, Canada e Giappone e all'inizio del 2009 nel Regno Unito e in Europa.
Il 5 agosto 2016, dopo quasi otto anni di distanza, è uscito il suo terzo album Beachwood Canyon.
Jem è stata paragonata ad artisti come Beth Orton, Dido e Imogen Heap per via della sua voce gutturale ma dolce allo stesso tempo.

## Biografia
Sebbene avesse iniziato a cantare e a scrivere canzoni quando era tredicenne, Jem decise di iscriversi a legge e frequentò la Sussex University, a Brighton. Ad ogni modo, spese poco tempo ed energia negli studi e si concentrò invece per diventare un agente di DJ (benché alla fine abbia ricevuto la laurea di primo livello in legge). A Brighton, Jem trascorse molto tempo promuovendo club notturni, e aiutò a fondare e a far vivere l’etichetta di nuovi talenti Marine Parade.
Secondo un articolo pubblicato su The Sun Online, Jem disse "andai a lezione il meno che potevo senza essere cacciata fuori! (I went to class as little as [she] could without being kicked out!)".
Nel novembre 1999 assemblò uno studio mobile dove sviluppò le sue abilità di cantautrice e produttrice. Durante questo periodo, completò quattro demo che avrebbero avviato la sua carriera nell'industria della musica.
Da lì, Jem si trasferì a Londra dove collaborò con Guy Sigsworth, e poi a Brooklyn a lavorare con Ge-Ology (Mos Def, Talib Kweli). Nell'autunno del 2002 incontrò Yoad Nevo, che è tuttora il suo coproduttore.

### Carriera

#### Gli inizi e il primo albumFinally Woken
La carriera di Jem iniziò nel 2002, quando una versione demo della canzone Finally Woken venne trasmessa sulla stazione radiofonica di Los Angeles KCRW. La traccia divenne una delle più sentite e richieste, facendola sbarcare nella loro classifica dei cinque artisti più trasmessi da KCRW, il tutto prima di legarsi a un'etichetta. Bruce Flohr fu così impressionato dai suoi demo che offrì a Jem un contratto discografico con l'etichetta ATO di Dave Matthews.
Successivamente, Jem pubblicò l'EP It All Starts Here, che ebbe un moderato successo nell'autunno 2003, seguito dall'album Finally Woken nel marzo 2004.
Jem pubblicò il singolo 24, da Finally Woken, nel 2003 come un singolo promotore in edizione limitata. Questo singolo non fu seguito da un video musicale.
Il singolo They, da Finally Woken, è stato pubblicato in Gran Bretagna il 13 marzo 2005; seguirono altri due singoli di successo come Just a Ride e Wish I. Simultaneamente, iniziò a riscuotere popolarità negli Stati Uniti quando alcune sue canzoni furono usate in diverse serie televisive come The O.C., Desperate Housewives, Wonderfalls, Six Feet Under, Crossing Jordan e Grey's Anatomy.

#### Il secondo albumDown To Earth
Nel 2006 Jem annunciò di essere al lavoro su un nuovo album; a maggio 2008 pubblicò la canzone It's Amazing sul suo MySpace che anticipò il nuovo album Down to Earth, pubblicato il 16 settembre 2008 negli Stati Uniti; in Italia fu pubblicato il 20 marzo dell'anno seguente. Successivamente dall'album estrae altri tre singoli: Crazy, And So I Pray e I Want You To.... L'album nei paesi europei non decolla e ottiene meno successo rispetto a Finally Woken.

#### Il terzo albumBeachwood Canyon
Alla fine del 2009 Jem annuncia di essere al lavoro sul suo terzo album in studio. Il 4 dicembre viene pubblicato il singolo natalizio Until the morning comes del fratello Yestyn Griffiths, in arte Glass Pear, un duetto cantato proprio con Jem.
Tra marzo e settembre 2011 produce l'album Ten Years On - A Collection of Songs in Remembrance of September 11th 2001, per commemorare il decimo anniversario degli attacchi terroristici dell'11 settembre 2001.
Nell'estate 2013 Jem annuncia per la prima volta l'imminente pubblicazione del suo terzo album dal titolo Beachwood Canyon,  confermandone l'uscita per fine 2013, ma da qui in poi si innesca una lunga e travagliata serie di annunci e ritardi sulla pubblicazione del disco, promesso poi anche per il 2014 e 2015.
Nel 2014 Jem registra due collaborazioni con altri artisti, rispettivamente nei brani It's Happening di Michael Bradford (contenuto nel'album The Long Night) e in All Too Clear di Joseph George (contenuto nell'EP Wonder Bye).
Il 21 gennaio 2016 Jem pubblica i primi scatti fotografici della Beachwood Canyon Era e annuncia la definitiva pubblicazione dell'album per la primavera dello stesso anno. Il 21 giugno viene annunciato che l'album sarà disponibile per pre-ordinazione dal 1º luglio, insieme al primo singolo estratto.
Il 1º luglio 2016 esce il singolo di lancio Beachwood Canyon, mentre l'album omonimo viene pubblicato su formato digitale il 5 agosto; l'edizione fisica dell'album è resa disponibile dal 30 agosto.

#### Eventi successivi
Il 1 gennaio 2022 annuncia tramite Twitter che nel nuovo anno sarebbe stata pubblicata nuova musica, oltre alla partecipazione a nuovi progetti artistici.
Il 24 agosto 2022 pubblica il nuovo singolo Rainbow, che segna il suo ritorno dalle scene musicali dopo sei anni.

## Influenze
Secondo il sito ufficiale di Jem, le sue influenze sono una serie varia ed estesa a pressoché tutti i generi della musica. Descrive le sue ispirazioni come uno "strano mix di soul, hip hop, reggae, dance music, colonne sonore di film, musica classica e canzoni d'amore di cattivo gusto", da Stevie Wonder alla colonna sonora del film Braveheart.

## Vita privata
Nel settembre del 2009 Jem sposa il musicista e cantautore statunitense Joseph George a Montecito, in California. I due si erano incontrati per la prima volta nel 2005 durante le riprese del video di "Wish I", dove George interpretava il ruolo del ragazzo amato da Jem.
Suo fratello Justin Griffiths e sua sorella Georgia Griffiths sono membri della band The Weapons, mentre l'altro suo fratello Yestyn Griffiths è un cantante solista conosciuto col nome d'arte di Glass Pear.

## Discografia

### Album
- Finally Woken (2004)
- Down to Earth (2008)
- Beachwood Canyon (2016)

### Singoli
- They (2005)
- Just a Ride (2005)
- Wish I (2005)
- 24 (2005)
- It's Amazing (2008)
- Crazy (2008)
- And So I Pray (2009)
- I Want You To... (2009)
- Beachwood Canyon (2016)
- Rainbow (2022)

### EP's
- It All Starts Here (2003)

### Compilation
- Music from the OC: Mix 1 (2004 • Warner Bros./Wea)
- Music from the OC: Mix 2 (2004 • Warner Bros./Wea)
- Six Feet Under, Vol. 2: Everything Ends (2005 • Astralwerks / Emd)